# Championnat de Finlande de football 2019
Navigation
Saison précédente Saison suivante
La saison 2019 du Championnat de Finlande de football est la 89e édition de la première division finlandaise à poule unique, la Veikkausliiga. Les douze meilleurs clubs du pays sont regroupés au sein d'une poule unique où ils s'affrontent deux fois au cours de la saison régulière. Ensuite le championnat se scinde en deux, les six premiers jouent pour le titre, les six derniers pour la relégation, le premier de cette poule participe aux play-offs pour une place en Ligue Europa, le dernier du classement est relégué et remplacé par le champion de deuxième division. 
L'avant-dernier, joue un barrage aller et retour contre le deuxième de Ykkönen, le vainqueur reste ou monte en Veikkausliiga.
Le HJK Helsinki est le tenant du titre. Le KuPS remporte son sixième titre, 43 ans après son dernier sacre.    

## Participants
| \| FC Ilves HJK Helsinki SJK KuPS IFK Mariehamn FC Lahti Inter Turku Kokkolan PV VPS RoPS FC Honka HIFK \| Localisation des clubs engagés dans le championnat. |
| FC Ilves HJK Helsinki SJK KuPS IFK Mariehamn FC Lahti Inter Turku Kokkolan PV VPS RoPS FC Honka HIFK                                                           |

| Club                              | Stade                   | Capacité | Ville     |
| --------------------------------- | ----------------------- | -------- | --------- |
| IFK Mariehamn                     | Wiklöf Holding Arena    | 4 000    | Mariehamn |
| RoPS Rovaniemi                    | Rovaniemen Keskuskenttä | 2 803    | Rovaniemi |
| HJK Helsinki                      | Sonera Stadium          | 10 700   | Helsinki  |
| SJK                               | Seinäjoen keskuskenttä  | 3 500    | Seinäjoki |
| KPS                               | Magnum Areena           | 2 700    | Kuopio    |
| FC Honka                          | Tapiolan Urheilupuisto  | 5 000    | Espoo     |
| FC Ilves                          | Tammelan Stadion        | 5 040    | Tampere   |
| Football Club International Turku | Veritas stadium         | 9 400    | Turku     |
| Vaasan Palloseura                 | Hietalahti              | 4 800    | Vaasa     |
| Football Club Lahti               | Stade Lahti             | 15 000   | Lahti     |
| HIFK                              | Sonera Stadium          | 10 700   | Helsinki  |
| Kokkolan Palloveikot              | Kokkolan keskuskenttä   | 2 000    | Kokkola   |

## Compétition

### Phase régulière
Le barème utilisé pour établir le classement est le suivant :
- Victoire : 3 points
- Match nul : 1 point
- Défaite, forfait ou abandon : 0 point

| Rang | Équipe                 | Pts | J  | G  | N  | P  | Bp | Bc | Diff |
| ---- | ---------------------- | --- | -- | -- | -- | -- | -- | -- | ---- |
| 1    | Inter Turku            | 42  | 22 | 13 | 3  | 6  | 39 | 25 | +14  |
| 2    | KuPS                   | 40  | 22 | 11 | 7  | 4  | 39 | 23 | +16  |
| 3    | FC Ilves C             | 40  | 22 | 11 | 7  | 4  | 29 | 18 | +11  |
| 4    | HJK Helsinki T         | 34  | 22 | 8  | 10 | 4  | 28 | 22 | +6   |
| 5    | FC Honka               | 34  | 22 | 10 | 4  | 8  | 31 | 27 | +4   |
| 6    | IFK Mariehamn          | 31  | 22 | 9  | 9  | 4  | 29 | 23 | +6   |
| 7    | SJK                    | 28  | 22 | 7  | 7  | 8  | 17 | 23 | -6   |
| 8    | FC Lahti               | 28  | 22 | 7  | 7  | 8  | 21 | 29 | -8   |
| 9    | HIFK HelsinkiP         | 26  | 22 | 6  | 8  | 8  | 25 | 29 | -4   |
| 10   | RoPS Rovaniemi         | 24  | 22 | 6  | 6  | 10 | 19 | 25 | -6   |
| 11   | Kokkolan Palloveikot P | 16  | 22 | 4  | 4  | 14 | 19 | 39 | -20  |
| 12   | VPS                    | 15  | 22 | 2  | 9  | 11 | 22 | 35 | -13  |

|  | Qualification pour la poule Championnat                                                            |
|  | Qualification pour la poule relégation                                                             |
|  | T : Tenant du titre C : Vainqueur de la Coupe de Finlande 2019 P : Club promu de deuxième division |

### Poule championnat
Les participants gardent les résultats et les points acquis lors de la saison régulière.
| Rang | Équipe         | Pts | J  | G  | N  | P  | Bp | Bc | Diff |
| ---- | -------------- | --- | -- | -- | -- | -- | -- | -- | ---- |
| 1    | KuPS           | 53  | 27 | 15 | 8  | 4  | 46 | 24 | +22  |
| 2    | Inter Turku    | 48  | 27 | 15 | 3  | 9  | 42 | 29 | +13  |
| 3    | FC Honka       | 47  | 27 | 14 | 5  | 8  | 41 | 29 | +12  |
| 4    | FC Ilves C     | 47  | 27 | 13 | 8  | 6  | 34 | 25 | +9   |
| 5    | HJK Helsinki T | 37  | 27 | 9  | 10 | 8  | 33 | 29 | +4   |
| 6    | IFK Mariehamn  | 32  | 27 | 9  | 5  | 13 | 31 | 34 | -3   |

|  | Qualification pour la Ligue des champions de l'UEFA 2020-2021                                      |
|  | Qualification pour la Ligue Europa 2020-2021                                                       |
|  | Finaliste pour la qualification pour la Ligue Europa 2020-2021                                     |
|  | Participation au tournoi de qualification pour la Ligue Europa 2020-2021                           |
|  | T : Tenant du titre C : Vainqueur de la Coupe de Finlande 2019 P : Club promu de deuxième division |

### Poule relégation
Les participants gardent les résultats et les points acquis lors de la saison régulière.
| Rang | Équipe                 | Pts | J  | G  | N  | P  | Bp | Bc | Diff |
| ---- | ---------------------- | --- | -- | -- | -- | -- | -- | -- | ---- |
| 7    | HIFK HelsinkiP         | 39  | 27 | 10 | 9  | 8  | 37 | 34 | +3   |
| 8    | FC Lahti               | 36  | 27 | 9  | 9  | 9  | 29 | 36 | -7   |
| 9    | SJK                    | 30  | 27 | 7  | 9  | 11 | 18 | 29 | -11  |
| 10   | RoPS Rovaniemi         | 30  | 27 | 8  | 6  | 13 | 23 | 35 | -12  |
| 11   | Kokkolan Palloveikot P | 25  | 27 | 7  | 4  | 16 | 32 | 47 | -15  |
| 12   | VPS                    | 19  | 27 | 3  | 10 | 14 | 30 | 45 | -15  |

|  | Participation au tournoi de qualification pour la Ligue Europa 2020-2021                           |
|  | Participation au barrage de promotion-relégation                                                   |
|  | Relégation directe en deuxième division                                                            |
|  | T : Tenant du titre C : Vainqueur de la Coupe de Finlande 2019 P : Club promu de deuxième division |

### Play off pour la Ligue Europa
Les 5e et 6e de la poule championnat ainsi que les 1er et 2e de la poule relégation disputent les play offs pour une qualification en Ligue Europa. Les rencontres se disputent en une seule partie où l'équipe la mieux placée joue à domicile, le 23 octobre 2019.
| Équipe 1      | Résultat | Équipe 2      | Tirs au but |
| ------------- | -------- | ------------- | ----------- |
| HJK Helsinki  | 2 - 2 ap | FC Lahti      | 4 - 1       |
| IFK Mariehamn | 0 - 0 ap | HIFK Helsinki | 4 - 2       |

#### Deuxième tour
Ce deuxième tour se déroule le 27 octobre 2019.
| Équipe 1     | Résultat | Équipe 2      |
| ------------ | -------- | ------------- |
| HJK Helsinki | 1 - 2 ap | IFK Mariehamn |

#### Finale
Le 3e de la poule championnat rencontre le vainqueur du deuxième tour en match aller et retour pour une place en Ligue Europa.
| Équipe 1      | Résultat | Équipe 2 | Aller | Retour |
| ------------- | -------- | -------- | ----- | ------ |
| IFK Mariehamn | 1 - 3    | FC Honka | 1 - 2 | 0 - 1  |

### Barrage de promotion-relégation
Le onzième de Veikkausliiga affronte le vice-champion de Ykkonen pour déterminer le dernier club participant au championnat de première division la saison suivante.
| Équipe 1  | Résultat | Équipe 2             | Aller | Retour |
| --------- | -------- | -------------------- | ----- | ------ |
| TPS Turku | 3 - 0    | Kokkolan Palloveikot | 0 - 0 | 3 - 0  |

## Bilan de la saison
| Championnat de Finlande de football 2019                            |                      |
| Champion                                                            | KuPS (6e titre)      |
| Coupes et trophées                                                  |                      |
| Vainqueur de la Coupe de Finlande 2019                              | FC Ilves             |
| Qualifications continentales                                        |                      |
| Ligue des champions de l'UEFA 2020-2021 (1er tour de qualification) | KuPS                 |
| Ligue Europa 2020-2021 (1er tour de qualification)                  | FC Ilves             |
| Ligue Europa 2020-2021 (1er tour de qualification)                  | Inter Turku          |
| Ligue Europa 2020-2021 (1er tour de qualification)                  | FC Honka             |
| Promotions et relégations                                           |                      |
| Promus en Veikkausliiga                                             | FC Haka              |
| Promus en Veikkausliiga                                             | TPS Turku            |
| Relégués en Ykkönen                                                 | VPS                  |
| Relégués en Ykkönen                                                 | Kokkolan Palloveikot |